# Departamento de Apure
El departamento de Apure fue una subdivisión administrativa y territorial de la Gran Colombia ubicada en el suroccidente de la actual Venezuela. Fue creado en 1824 a partir de los territorios suroccidentales del extenso departamento de Venezuela, incluyendo así las áreas de los actuales estados de Apure y Barinas, junto con algunas porciones de Portuguesa y Mérida.

## Historia

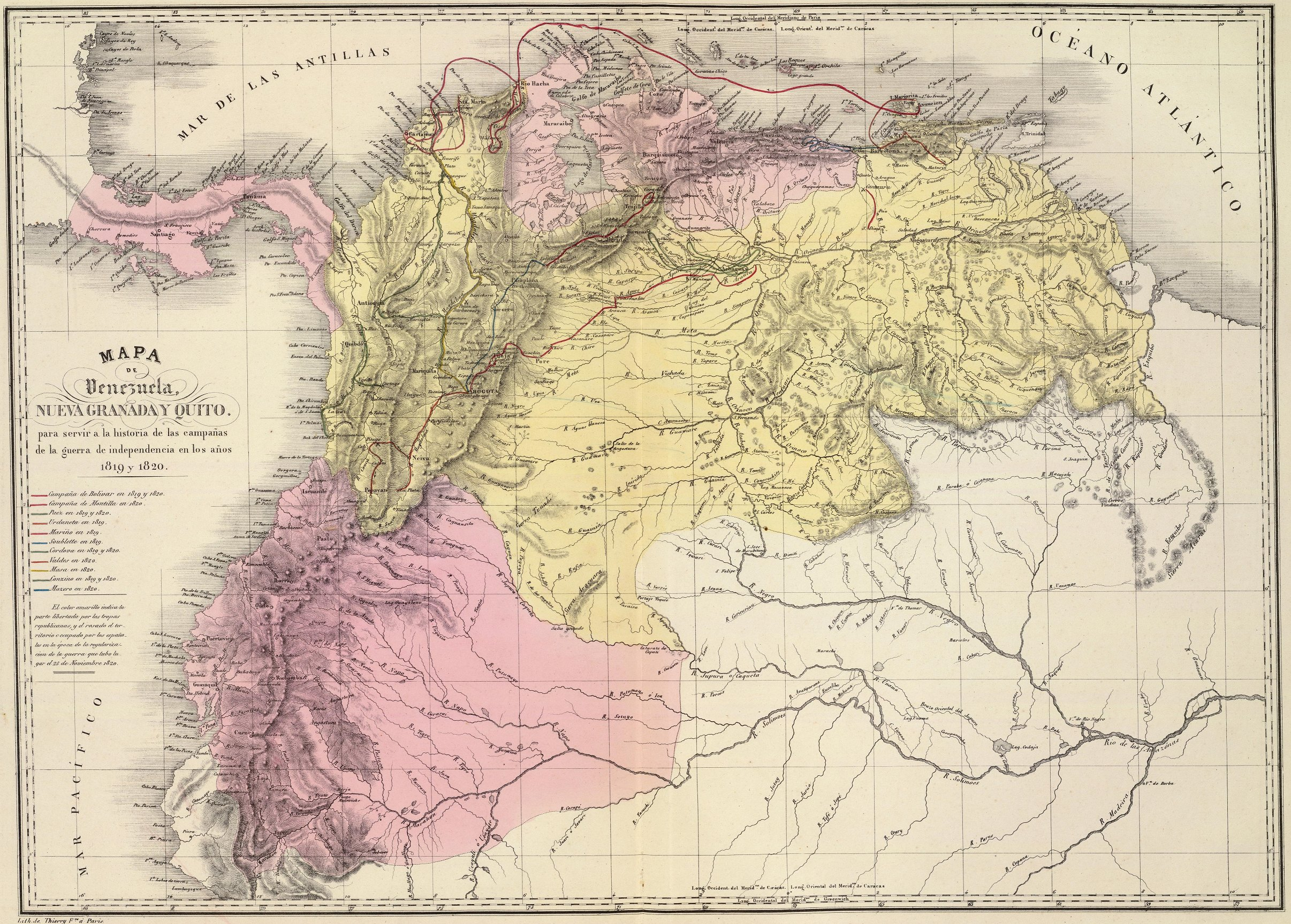
Los territorios del antiguo Virreinato de la Nueva Granada entre 1819 y 1820. En rojo los territorios en poder de las fuerzas españolas, en amarillo los territorios independientes.

1817: Da inicio la reconquista de Venezuela por parte de Pablo Morillo, quien envía cuerpos expedicionarios a las ciudades de Barinas, Guadualito y San Fernando de Apure para pacificar las regiones del Apure y alto Orinoco.
1819: Tras el fracaso de la Campaña de Apure por parte de los españoles, los patriotas comienzan la recuperación de las regiones de los Llanos, que culmina con la Campaña Libertadora de Nueva Granada.
1820: El centro y norte de Venezuela aún se hallaba en poder de los españoles, por lo cual Bolívar y Paéz entran a través de la Nueva Granada por el Apure hasta llegar a Barinas para luego continuar hacia Caracas.
1821: Completa recuperación de los Llanos por parte de los patriotas, si bien en las provincias vecinas del norte todavía se daban combates. Se crean los departamentos de Zulia y Orinoco con la separación de varias provincias del departamento de Venezuela.
1824: Se produce una nueva reorganización que crea el departamento de Apure y le añade a este la provincia de Barinas. Con estos cambios el departamento de Venezuela se reduce a ocupar el territorio de la antigua provincia de Caracas.

## Divisiones administrativas

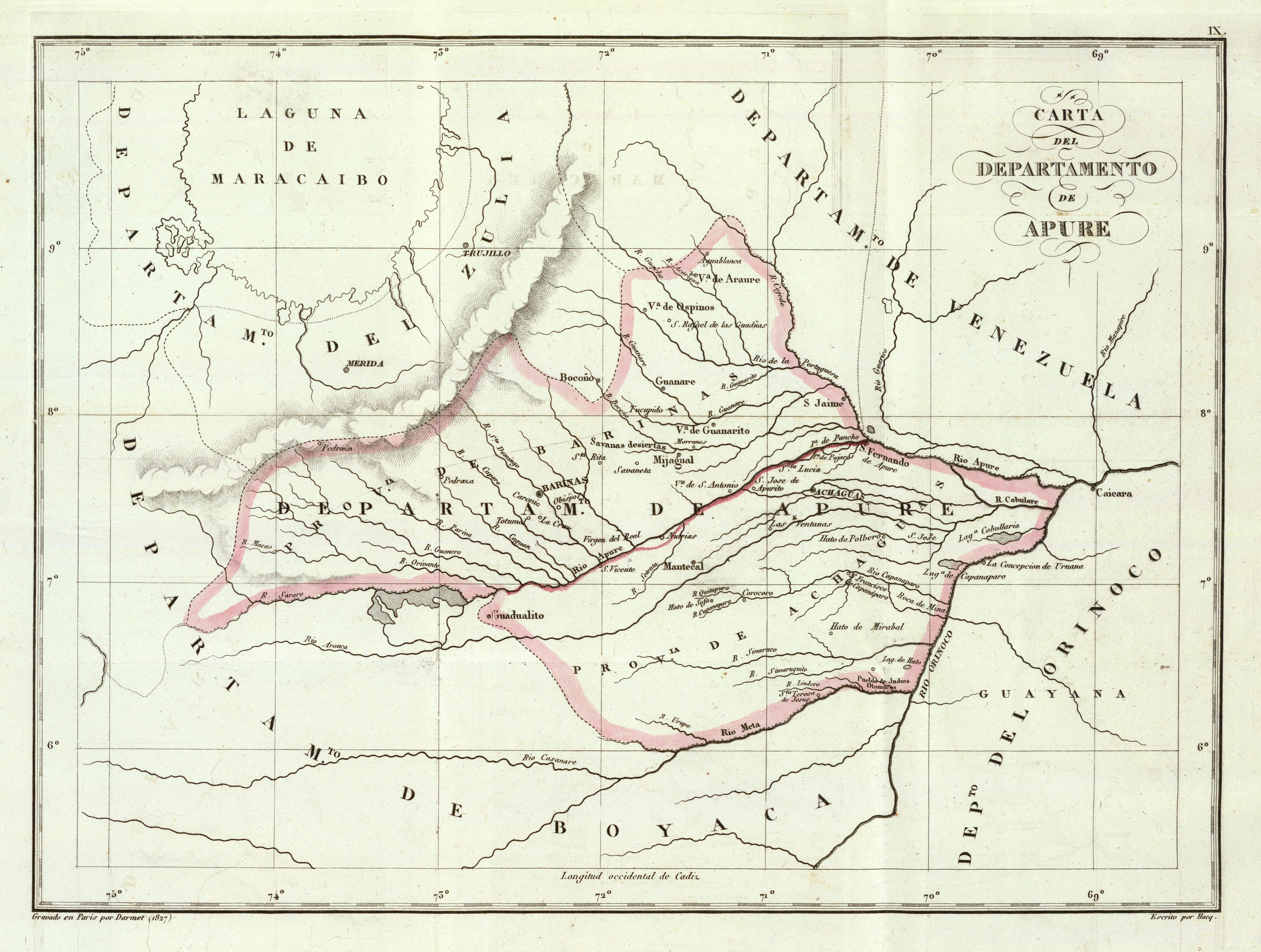
Carta del departamento de Apure y sus divisiones administrativas en 1827.

El departamento se subdividía en provincias y estas en cantones. La capital departamental era Barinas. De acuerdo a las leyes de la Gran Colombia, a la cabeza del gobierno civil del departamento se hallaba un intendente y la autoridad militar estaba representada por el comandante general del Departamento.
El departamento estaba constituido de 2 provincias y 10 cantones:
- Provincia de Achaguas. Capital: Achaguas. Cantones: Achaguas, San Fernando, Mantecal y Guadualito.
- Provincia de Barinas. Capital: Barinas. Cantones: Barinas, Obispos, Mijagual, Guanarito, Nutrias, San Jaime, Guanare, Ospinos, Araure y Pedraza.